# دریاچه کولن
دریاچه کولن (الگو:Lang-esx) یک دریاچه در ناحیه خودگردان چوکوتکای کشور روسیه است.